# Giorgio Nardone
Giorgio Nardone (* 13. září 1958 v Arezzu) je italský psychoterapeut, představitel proudu krátké strategické terapie.
Je ředitelem Centra strategické terapie v Arezzu v Itálii a autorem mnoha významných knih o krátké terapii. V roce 2003 přispěl k vytvoření Evropské sítě krátké systémové strategické terapie (EWBSST). Spolu s ním ji založili Mony Elkaïm, Gianfranco Cecchin, Stefan Geyerhofer, Camilo Loriedo, Tereza Rivera Garcia, Jean-Jacques Wittezaele a Wendel Ray.